# Conquista romana della Gallia Cisalpina
Con l'espressione conquista della Gallia Cisalpina si indica la campagna di sottomissione dei popoli delle regioni che oggi formano l'attuale Pianura Padana occidentale, iniziata negli ultimi decenni del III secolo a.C., fino alla formazione della provincia romana fra la fine del II e l'inizio del I secolo a.C.

## Contesto storico
Nel 332 a.C. tra Roma e i Senoni della Cisalpina fu stipulato un trattato di pace che, a quanto sembra, garantì un interludio di pace durato circa trent'anni. Quasi quarant'anni più tardi, nel 295 a.C., nell'ambito della terza guerra sannitica, i galli Senoni dell'Italia settentrionale si allearono con gli Umbri, gli Etruschi e i Sanniti contro Roma. La coalizione, inizialmente vincitrice (con la presa di Arezzo), venne in seguito sconfitta dai Romani nella battaglia del Sentino. E così nell'ambito della terza guerra sannitica, i Senoni seguirono le sorti della coalizione italica-etrusco-sannita con cui si erano alleati: insieme a essi furono sconfitti nella battaglia del Sentino, che permise a Roma l'istituzione dell'Ager Gallicus e la fondazione della colonia di Sena Gallica, che ancora conserva, nel moderno toponimo di Senigallia, la duplice memoria dell'etnonimo e dell'origine di quel popolo celtico. Nel 283 a.C., si concludeva questa prima fase, dove Roma riusciva a occupare tutti i territori a sud degli Appennini, battendo ancora i Senoni nella battaglia del lago Vadimone, combattuta contro una coalizione celto-etrusca.
Nel 249 a.C. i Boi chiamarono in soccorso i Galli transalpini, innescando una nuova crisi che si concluderà nel 225 a.C., l'anno in cui si registra l'ultima invasione gallica dell'Italia. Quell'anno, infatti, cinquantamila fanti e venticinquemila cavalieri Celti varcarono le Alpi in aiuto dei Galli cisalpini (si trattava di una coalizione di Insubri, Boi e Gesati), e se prima riuscirono a battere i Romani presso Fiesole, vennero poi sconfitti e massacrati dalle armate romane nella battaglia di Talamone (a nord di Orbetello), spianando così a Roma la strada per la conquista del nord.

## Fasi della guerra di conquista

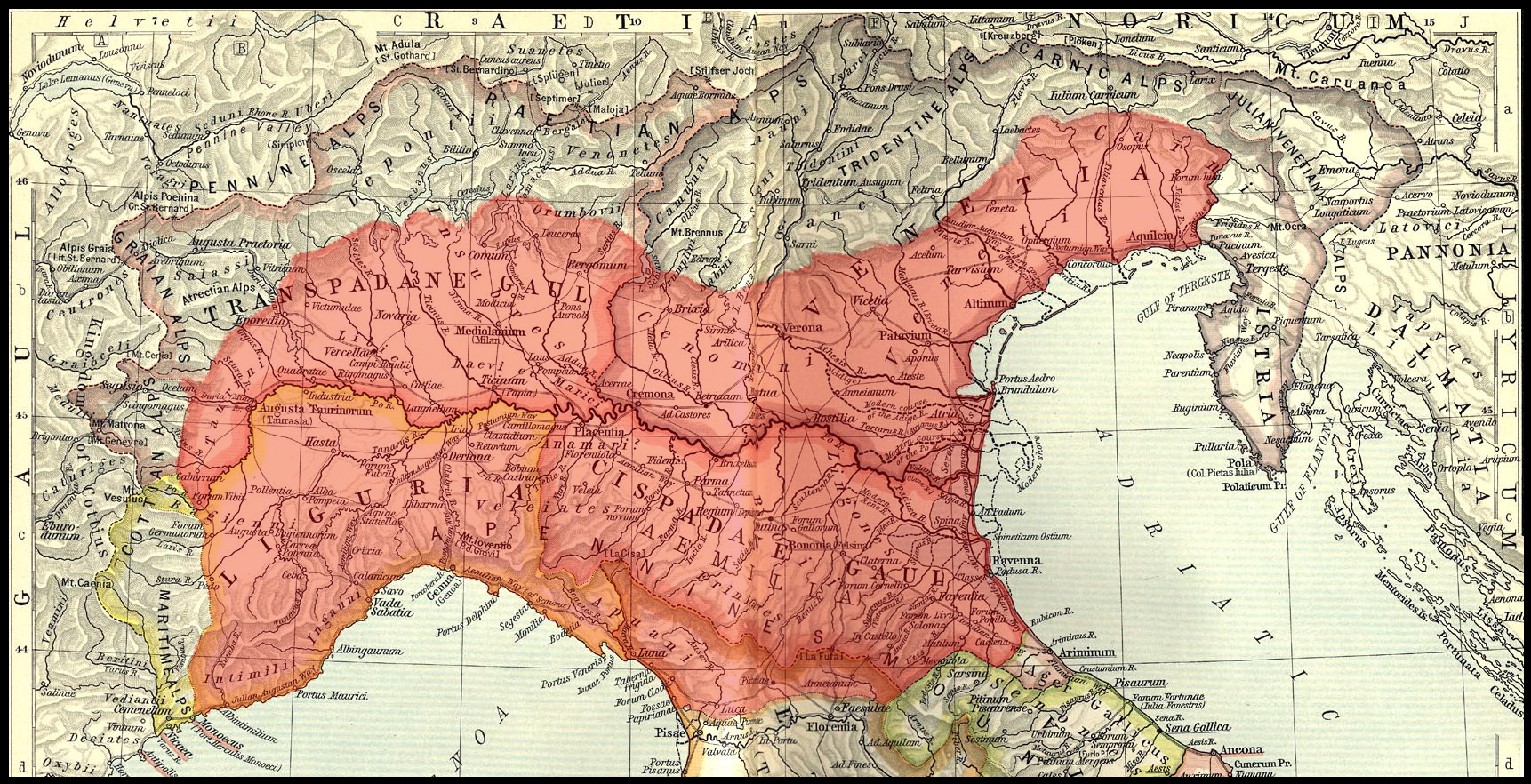
Territori della Gallia cisalpina (evidenziati in rosso trasparente) tra la fine del II e gli inizi del I secolo a.C.

### Le guerre tra Romani e Insubri del 223 e del 222 a.C.
Con la battaglia di Talamone del 225 a.C. il pericolo gallico era arrivato ancora una volta vicino all'Urbe. A questo proposito nel 223 a.C. venne organizzata una spedizione militare con a capo entrambi i consoli in carica, Publio Furio Filo e Gaio Flaminio Nepote, alla testa di circa 40 000 uomini. I consoli partirono da Genua e passarono le Alpi Marittime dalla valle dello Scrivia. Il piano di guerra prevedeva un'azione combinata con gli alleati Cenomani e per questo motivo oltrepassarono il Po probabilmente nei pressi di Castelnuovo Bocca d'Adda o vicino alla successiva colonia di Cremona, subendo degli attacchi da parte degli Insubri durante la fase di attraversamento. I consoli decisero quindi di raggrupparsi con gli alleati Cenomani a Est del fiume Oglio, forse nella stessa Brixia. Dopo queste fasi iniziali ebbe inizio l'invasione. L'attraversamento dell'Oglio a Soncino scosse gli Insubri, i quali raccolsero un grande esercito per dare battaglia in campo aperto in una località sulla sponda destra dell'Adda. I Romani stessi, non fidandosi dei propri alleati gallici, rimandarono i guerrieri cenomani sulla sponda sinistra del fiume e tagliarono i ponti, restando però così in grave inferiorità numerica. L'esperienza appresa dalle precedenti battaglie contro i Galli e la formazione a scacchiera non fecero passare l'impeto di sfondamento insubre; a questo punto la battaglia si trasformò in un massacro di Galli e la vittoria dei due consoli risultò, così, netta.
L'armata viene però ritirata dal Senato di Roma per irregolarità sorte nell'elezione dei consoli; la campagna fu quindi vittoriosa ma lo stato di guerra non finì. Gli Insubri dopo la sconfitta chiesero la firma di una pace; il Senato invece riprese le ostilità. Nel 222 a.C. i due consoli dell'anno, Marco Claudio Marcello e Gneo Cornelio Scipione Calvo,  mossero contro gli Insubri attraverso il percorso seguito l'anno prima. L'attraversamento del Po avvenne probabilmente presso la futura Piacenza; i consoli posero quindi l'assedio all'oppidum di Acerrae, vero caposaldo degli Insubri, i quali per tagliare le vie di fuga dei romani attaccarono il praesidium di Clastidium. Il console Marcello si staccò dall'assedio di Acerrae e a marce forzate giunse a Clastidium. I Galli dettero battaglia ancora in campo aperto e nonostante un esercito Romano composto per lo più da cavalieri vennero accerchiati e sconfitti.
Ad Acerrae intanto Scipione mise in fuga i Galli verso Mediolanum; dopo il ricongiungimento dei due consoli e la notizia della sconfitta del loro comandante, gli insubri abbandonarono Mediolanum stessa lasciando campo libero al saccheggio romano.
Dopo questa sconfitta gli Insubri consegnarono la loro sovranità ai Romani in cambio della sopravvivenza con la formula della deditio in fidem populi Romani. 
Per consolidare il proprio dominio Roma creò le colonie di Placentia, nel territorio dei Boi, e Cremona in quello degli Insubri. I Galli dell'Italia settentrionale si ribelleranno nuovamente in seguito alla discesa di Annibale. Come alleati del condottiero cartaginese furono fondamentali per le sue vittorie al Trasimeno (217 a.C.) e a Canne (216 a.C.). I Boi riuscirono, inoltre, a battere i Romani nell'agguato della Selva Litana. Dopo la sconfitta di Annibale a Zama (202 a.C.), vennero definitivamente sottomessi da Roma, quando i romani risultarono vittoriosi nella battaglia di Cremona, nel 200 a.C., e in quella di Mutina (Modena), nel 194 a.C.. Si compiva, con la sottomissione dei Boi, la conquista della Cisalpina: pochi decenni dopo, lo storico greco Polibio poteva già personalmente testimoniare la rarefazione dei Celti in pianura padana, espulsi dalla regione o confinati in alcune limitate aree subalpine.
L'avanzata continuò anche nella parte nord-orientale con la fondazione della colonia romana di Aquileia nel 181 a.C., come ci raccontano gli autori antichi, nel territorio degli antichi Carni:
(Tito Livio, Ab Urbe condita libri, XL, 34.2-3.)
Si trattava di una colonia di diritto latino, con la funzione prioritaria di sbarrare la strada alle popolazioni limitrofe di Carni e Istri, che minacciavano i confini orientali dei possedimenti romani in Italia. La città dapprima crebbe quale avamposto militare in vista delle future campagne contro Istri e Carni, più tardi quale "quartier generale" in vista di un'espansione romana verso il Danubio. I primi coloni furono 3 000 veterani,. seguiti dalle rispettive famiglie provenienti dal Sannio, per un totale di circa 20 000 persone, a cui fecero seguito dei gruppi di Veneti; più tardi, nel 169 a.C., si aggiunsero altre 1 500 famiglie.

### Cronologia delle guerre
Qui di seguito trovate una lista di comandanti e azioni militari nei territori della Gallia Cisalpina:
| Anno         | Comandanti militari romani                                       | in qualità di              | Note |
| ------------ | ---------------------------------------------------------------- | -------------------------- | --- |
| 238 a.C.     | Tiberio Sempronio Gracco                                         | console                    | campagna militare in Liguria |
| 238 a.C.     | Publio Valerio Falto                                             | console                    | ha combattuto i Boi e altre popolazioni galliche |
| 236 a.C.     | Publio Cornelio Lentulo Caudino                                  | console                    | Ha combattuto i Boii e altre popolazioni galliche, alcune delle quali potrebbero essere state alleate provenienti dalla Gallia Transalpina; successivamente combatté i Liguri e celebrò un trionfo. |
| 236 a.C.     | Gaio Licinio Varo                                                | console                    | Ha combattuto contro i Boii e altre popolazioni galliche |
| 233 a.C.     | Q. Fabio Massimo Verrucoso (detto "Cunctator" = temporeggiatore) | console                    | Vinse i Liguri e costruì un tempio dedicato a Honos |
| 230 a.C.     | Marco Emilio Barbula                                             | console                    | Ha partecipato alla campagna in Liguria con l'altro console (V. seguente) |
| 230 a.C.     | Marco Giunio Pera                                                | console                    | Ha partecipato alla campagna in Liguria insieme a Marco Emilio Barbula |
| 225 a.C.     | Sconosciuto                                                      | praetor                    | sconfitto da un esercito di Galli in Etruria (v. seguente) |
| 225 a.C.     | Lucio Emilio Papo                                                | console                    | dapprima inviato contro i Galli ad Arminium, ma dopo la sconfitta dell'esercito del pretore (v.precedente) si recò in Etruria, dove, con Marco Atilio Regolo (v. seguente) si unì nella battaglia di Talamone contro le forze galliche e le sconfisse; ha celebrato un trionfo De Galleis; devastato il territorio dei Boii e dei Liguri |
| 225          | Gaio Atilio Regolo (console 225 a.C.)                            | console                    | unitosi a Lucio Emilio Papo dopo una campagna militare in Sardegna; morì nella battaglia di Talamone. |
| 224 a.C.     | Tito Manlio Torquato                                             | console                    | insieme con il collega consolare Quinto Fulvio Flacco ottenne la resa dei Boii e divenne il primo comandante romano ad attraversare il fiume Po, dove combatté contro gli Insubri |
| 224 a.C.     | Quinto Fulvio Flacco                                             | console                    | agì insieme a Manlio Torquato (vedi sopra) |
| 223 a.C.     | Gaio Flaminio Nepote                                             | console                    | insieme al collega console (vedi sotto) batté gli Insubri, ottenendo un trionfo De Galleis celebrato per voto popolare quando il Senato glielo rifiutò per questioni religiose e politiche |
| 223 a.C.     | Publio Furio Filo                                                | console                    | celebrò un trionfo De Galleis et Liguribus |
| 222 a.C.     | Marco Claudio Marcello                                           | console                    | insieme con il suo collega consolare Gneo Cornelio Scipione Calvo (vedi sotto) combatté gli Insubri e i Gesati presso Acerrae; seguì una forza gallica attraversando il Po e assediando Clastidium, dove ottenne le spolia opima; riunitosi a Scipione, assediò e occupò l'importante oppidum gallico di Mediolanum, ponendo così fine alla guerra; celebrò il trionfo sugli insubri e i Germani e dedicò un tempio alla dea Virtus                                                               |
| 222 a.C.     | Gneo Cornelio Scipione Calvo                                     | console                    | insieme a Marcello, combatté ad Acerrae e Mediolanum |
| 218 a.C.     | Lucio Manlio Vulsone (?)                                         | praetor peregrinus         | inviato al comando della Gallia cisalpina e assediato dai celti Boi |
| 218 a.C.     | Marco Atilio Serrano                                             | praetor urbanus            | inviato in Cisalpina per aiutare Manlio contro i Boii |
| 217 a.C.     | Gaio Flaminio Nepote                                             | console                    | una tradizione dubbia pone Flaminio come console in Gallia Cisalpina; morì quindi nella Battaglia del Lago Trasimeno |
| 217 a.C.     | C. Centenio                                                      | propraetor                 | inviato in aiuto di Flaminio, ma annientato da Annibale |
| 215–214 a.C. | M. Pomponio Matone                                               | propraetor                 | agì nel cosiddetto ager Gallicus |
| 213–211 a.C. | Publio Sempronio Tuditano                                        | praetor                    | catturò la città di Atrinium; Ebbe la proroga dell'imperium in Cisalpina |
| 211–210 a.C. | C. Laetorius                                                     | praetor peregrinus         | inviato ad Ariminum; propraetor in Gallia |
| 209–208 a.C. | Lucio Veturio Filone                                             | praetor peregrinus         | Ottenne l'imperium in Gallia cisalpina, poi come propraetor in Gallia |
| 207 a.C.     | Marco Livio Salinatore                                           | console                    | inviato in Gallia contro Asdrubale Barca, che poi riuscì a sconfiggere nella battaglia del Metauro |
| 207 a.C.     | Gaio Claudio Nerone                                              | console                    | raggiunse Livio presso Sena |
| 207 a.C.     | Lucio Porcio Licino                                              | praetor                    | inviato con Livio Salinatore |
| 206 a.C.     | Quinto Mamilio Turrino                                           | praetor peregrinus         | più tardi inviato in Gallia per proteggere le colonie di Cremona e Placentia |
| 205–202 a.C. | Spurio Lucrezio                                                  | praetor                    | ottenne l'imperium prorogato in Gallia (Ariminum); respinse Magone Barca che voleva sbarcare in Liguria insieme a Livio Salinatore; ebbe anche il compito di ricostruire nel 203–202 a.C. Genova |
| 204 a.C.     | Lucio Scribonio Libone                                           | praetor peregrinus         | Ottenne l'imperium in Gallia |
| 204–203 a.C. | Marco Cornelio Cetego                                            | proconsole                 | Ottenne l'imperium prorogato in Gallia; si unì a Quintilio (vedi sotto) contro Magone |
| 203 a.C.     | Publio Quintilio Varo                                            | praetor                    | combatté Magone vicino ad Ariminum in Cisalpina |
| 202 a.C.     | Marco Sesto Sabino                                               | praetor                    | Fu assegnato alla Gallia cisalpina. |
| 200 a.C.     | Lucio Furio Purpureo                                             | praetor                    | sedò una rivolta di Galli e Liguri; celebrò il trionfo sui Galli |
| 199 a.C.     | Gneo Bebio Tamfilo                                               | praetor                    | assegnato alla Gallia cisalpina; sconfitto dagli Insubri presso Ariminum e ordinatogli di tornare a Roma |
| 199–198 a.C. | Lucio Cornelio Lentulo                                           | console                    | assegnato all'Italia come sua provincia, ma si recò in Gallia dopo la sconfitta di Bebio; ottenne il comando prorogato fino a quando fu rilevato da un'armata consolare nel 197 a.C. |
| 198 a.C.     | C. Elvio                                                         | praetor                    | assegnato alla Gallia cisalpina |
| 197 a.C.     | Gaio Cornelio Cetego                                             | console                    | entrambi i consoli furono assegnati all'Italia come una loro provincia; Cetego combatté contro i Galli. celebrando il trionfo sugli Insubri ed i Cenomani |
| 197 a.C.     | Quinto Minucio Rufo                                              | console                    | combatté contro Galli e Liguri; gli fu negato il trionfo dal Senato per le vittorie sui Boi ed i Liguri, ma ne celebrò uno privato sui Colli Albani |
| 196 a.C.     | Lucio Furio Purpureo                                             | console                    | ad entrambi i consoli fu assegnata l'Italia come provincia; Furio combatté contro Galli e Liguri |
| 196 a.C.     | Marco Claudio Marcello                                           | console                    | vedi il precedente: combatté i Boii e celebrò il trionfo |
| 195–194 a.C. | Lucio Valerio Flacco                                             | console                    | gli fu assegnata l'Italia come provincia; combatté contro i Galli; come proconsole vinse gli Insubri a Mediolanum |
| 195 a.C.     | Publio Porcio Laeca                                              | praetor                    | il suo comando fu creato per lanciare l'attacco sulle popolazioni dei Liguri |
| 194 a.C.     | Tiberio Sempronio Longo                                          | console                    | entrambi i consoli furono inviati contro i Boii ed i Liguri |
| 194 a.C.     | Publio Cornelio Scipione Africano                                | console                    | vedi precedente: Scipione tornò a Roma per le elezioni |
| 193 a.C.     | Lucio Cornelio Merula                                            | console                    | assegnato alla provincia della Cisalpina; fece la guerra contro i Boii e li sconfisse presso Modena, ma gli fu rifiutato il trionfo |
| 193–191 a.C. | Quinto Minucio Termo                                             | console (e poi proconsole) | con quartier generale posto a Pisa; combatté contro i Liguri ottenendo piccoli successi il primo anno; nel 192 a.C. ottenne una vittoria; rimase proconsole nel 191 a.C. |
| 192 a.C.     | Lucio Quinzio Flaminino                                          | console                    | gli fu assegnata l'Italia e la Gallia, e tenne le elezioni; combatté contro i Liguri |
| 192–191 a.C. | Gneo Domizio Enobarbo                                            | console                    | gli fu assegnata una provincia fuori dall'Italia in caso di guerra contro Antioco III, oppure Italia o Gallia cisalpina in caso contrario; combatté contro i Boii |
| 191–190 a.C. | Publio Cornelio Scipione Nasica                                  | console                    | successe a Domizio e sconfisse i Boii; gli fu concesso il trionfo; come proconsole sottrasse i territori dei Boii |
| 190–189 a.C. | Gaio Lelio                                                       | console                    | assegnatagli l'Italia, tenne il comando anche in Cisalpina |
| 189 a.C.     | Lucio Bebio Dive                                                 | praetor                    | Ebbe il mandato in Hispania Ulterior, subì un agguato da parte dei Liguri dove rimase ferito; fuggì attraverso Transalpina fino a Massilia, dove morì |
| 188 a.C.     | Marco Valerio Messalla                                           | console                    | assegnatagli Pisa e i Liguri |
| 188 a.C.     | Gaio Livio Salinatore                                            | console                    | assegnato alla Gallia cisalpina, fondò Forum Livii |
| 187 a.C.     | Marco Furio Crassipe                                             | praetor                    | disarmò in modo illegale il popolo dei Cenomani e di conseguenza fu costretto ad abbandonare la provincia dal successore, Marco Emilio Lepido |
| 187 a.C.     | Marco Emilio Lepido                                              | console                    | restituì le armi ai (vedi precedente) e diede inizio alla Via Emilia; entrambi i consoli furono assegnati alla Liguria che fu devastata |
| 187 a.C.     | Gaio Flaminio                                                    | console                    | devastò la Liguria insieme a Lepido (vedi sopra) e sottomise i Friniates e gli Apuani; costruì poi una strada che conduceva da Bononia ad Arretium |
| 186 a.C.     | Spurio Postumio Albino                                           | console                    | entrambi i consoli furono assegnati alla Liguria ma erano occupati nei preparativi dei Bacchanalia l'intero anno |
| 186 a.C.     | Quinto Marcio Filippo                                            | console                    | fece irruzione nel territorio degli Apuani ma soffrì pesanti perdite |
| 185 a.C.     | Appio Claudio Pulcro                                             | console                    | ottenne una vittoria sugli Ingauni della Liguria |
| 185 a.C.     | Marco Sempronio Tuditano                                         | console                    | devastò il territorio degli Apuani in Liguria |
| 184 a.C.     | Publio Claudio Pulcro                                            | console                    | entrambi i consoli furono assegnati alla provincia della Liguria |
| 184–183 a.C. | Lucio Porcio Licino                                              | console                    | vedi precedente: come console ordinò a Marcello (vedi sotto) di portare la sua legione nella Venetia |
| 183–181 a.C. | Marco Claudio Marcello                                           | console                    | entrambi i consoli furono assegnati alla Liguria, ma Marcello andò ad Aquileia (Venetia) per opporsi ad un insediamento di Galli transalpini; voleva iniziare una guerra contro le popolazioni dell'Istria; gli fu prorogato il comando con rinforzi alla sua armata; consultò il Senato quando i Liguri vollero arrendersi a lui, invece di chiedere al console dell'anno 182 a.C. (vedi sotto); nel 181 a.C., si suppone avesse un successore ma andò in aiuto di Paolo (vedi sotto) in Liguria |
| 183–182 a.C. | Quinto Fabio Labeo                                               | console                    | vedi successivo: il comando fu prorogato |
| 183 a.C.     | Lucio Giulio Cesare                                              | praetor                    | gli fu data un'armata per prevenire un insediamento di Galli transalpini ad Aquileia senza ricorrere alla guerra; sono ricordati da Tito Livio ulteriori sforzi diplomatici, il quale aggiunge che C. Valerio Flacco come praetor peregrinus mandò ambasciatori dei Galli al Senato. |
| 182–181 a.C. | Gneo Bebio Tamfilo                                               | console                    | combatté con successo in Liguria; ritornò per tenervi le elezioni; tornò poi in Liguria come proconsole (vedi sopra al 199 a.C.) ma inviò le sue truppe al praetor in Sardegna |
| 182–181 a.C. | Lucio Emilio Paolo Macedonico                                    | console                    | inviato in Liguria, continuò come proconsole; fu assediato ma vinse in modo decisivo; la sottomissione della popolazione degli Inguani gli fece ottenere un trionfo |
| 181–180 a.C. | Publio Cornelio Cetego                                           | console                    | assegnato alla Liguria; insieme a Bebios (vedi sotto) insediò con la forza gli Apuani e celebrò il trionfo |
| 181–180 a.C. | Marco Bebio Tamfilo                                              | console                    | assegnato insieme a Cornelio Cetego alla Liguria; tornò a Roma per le elezioni; gli fu prorogato l'imperium in Liguria; insediò con la forza gli Apuani nel Samnio e celebrò il trionfo |
| 181 a.C.     | Quinto Petilio Spurino                                           | praetor urbanus            | gli fu ordinato di ricorrere a un'ulteriore leva militare forzata per raccogliere truppe contro i Liguri, per poi mandarle tutte in congedo ad operazioni terminate |
| 181 a.C.     | Quinto Fabio Massimo                                             | praetor peregrinus         | gli fu assegnata la stessa armata di Spurinus (vedi precedente); consegnò la risposta del Senato ai Liguri che chiedevano la pace |
| 181–180 a.C. | Quinto Fabio Buteo                                               | praetor                    | assegnato alla Gallia cisalpina; compì campagne militari in Histria presso Aquileia; il mandato gli fu prorogato come propraetor |
| 180 a.C.     | Aulo Postumio Albino Lusco                                       | console                    | assegnato con il collega (vedi sotto) alla Liguria |
| 180 a.C.     | Gaio Calpurnio Pisone                                            | console                    | assegnato alla Liguria, ma morì di peste all'inizio del suo mandato, con il risultato di nuove ripercussioni da parte dei Liguri Apuani |
| 180 a.C.     | Quinto Fulvio Flacco                                             | console suffetto           | assegnato alla provincia dei Liguri in sostituzione di Pisone; deportò più di 7 000 Apuani nel Sannio |
| 179 a.C.     | Quinto Fulvio Flacco                                             | console                    | entrambi i consoli furono assegnati alla Liguria; Fulvio deportò un certo numero di Liguri dalle montagne nell'Italia centrale e bloccò l'insediamento di popolazioni provenienti da Gallia Transalpina in Italia; celebrò quindi il trionfo |
| 179 a.C.     | Lucio Manlio Acidino Fulviano                                    | console                    | fratello di Fulvio Flacco, fu assegnato anch'egli alla Liguria (vedi sopra) |
| 178–177 a.C. | Aulo Manlio Vulsone                                              | console                    | assegnato alla provincia della Gallia, che utilizzò come piattaforma per lanciare una campagna militare in Istria; cacciato dal suo campo dagli Istri, lo riconquistò e li sconfisse; il comando fu prorogato e ricevette la sottomissione della maggior parte degli Istri |
| 178–177 a.C. | Marco Giunio Bruto                                               | console                    | fu assegnato alla Liguria, ma dopo la sconfitta degli Istri, si unì al collega ad Aquileia; costretto ad accettare la sottomissione degli Istri, ma dopo un litigio furono rimossi nel comando dal console Claudius (vedi sotto al 177 a.C.) |
| 178–177 a.C. | Tiberio Claudio Nerone                                           | praetor peregrinus         | inviato da Roma a mettere insieme una nuova armata per succedere a Brutus (vedi il precedente) a Pisa in Liguria; continuò l'anno seguente come proconsole con una legione |
| 177–176 a.C. | Gaio Claudio Pulcro                                              | console                    | inviato in Istria; dopo una disputa con il predecessore e proconsole, portò a termine la guerra contro gli Istri e costrinse il loro re Aepulo a sottomettersi; pose termine a una ribellione in Liguria e celebrò il trionfo su Istri e Liguri; dopo aver tenuto le elezioni, andò in Gallia per fermare i raids liguri attorno a Mutina (Modena); l'imperium come proconsole gli fu prorogato e riuscì a rioccupare Mutina, per poi rivolgersi contro i Liguri.                                 |
| 177 a.C.     | Gneo Cornelio Scipione (?)                                       | praetor                    | assegnato alla Gallia; la sua identità è sconosciuta |
| 176 a.C.     | Quinto Petilio Spurino                                           | console                    | assegnato alla Liguria, qui vi morì in battaglia. |
| 176 a.C.     | Gaio Valerio Levino                                              | console suffetto           | fece una guerra in Liguria |
| 175 a.C.     | Publio Muzio Scevola                                             | console                    | insieme al collega consolare iniziò una campagna in Liguria e celebrò il trionfo. |
| 175 a.C.     | Marco Emilio Lepido                                              | console                    | vedi il precedente M.Emilio Lepido |
| 173 a.C.     | Lucio Postumio Albino                                            | console                    | assegnato alla Liguria, ma fu inviato in Campania per recuperare terreni pubblici dai privati |
| 173–172 a.C. | Marco Popilio Lenate                                             | console                    | assegnato alla Liguria, dove condusse in schiavitù i Statelliates; ignorò i tentativi da parte del Senato di invertire la sua azione; continuò come proconsole, combattendo contro i Statelliates e rifiutò di tornare fino a quando fu costretto a farlo da due tribuni della plebe; censurato dal Senato e perseguito dai tribuni, riuscì a scampare alla condanna attraverso la "connivenza " del pretore che presiedeva il tribunale                                                          |
| 172 a.C.     | Gaio Popilio Lenate                                              | console                    | assegnato alla Liguria, dove sostenne le ingiustizie commissionate dal fratello Marco (vedi sopra), nonostante le critiche del Senato. |
| 171 a.C.     | Gaio Cassio Longino                                              | console                    | assegnato all'Italia ma attivo in Gallia; venne trattenuto per decreto del senato, quando tentò di attaccare la Macedonia attraverso l'Illyria; servì come tribuno militare nel 170 a.C. sotto il console Aulo Ostilio Mancino in Macedonia e Grecia per evitare di affrontare reclami formali da parte dei Galli su altri dei suoi misfatti consolari. |
| 170 a.C.     | Aulo Atilio Serrano                                              | console                    | un anno tranquillo in Liguria e Gallia |
| 169–168 a.C. | Gneo Servilio Cepione                                            | console                    | assegnato all'Italia come provincia, servì in Gallia l'anno seguente. |
| 168–167 a.C. | Gaio Licinio Crasso                                              | console                    | assegnato all'Italia come provincia, dopo la battaglia di Pidna andò in Gallia, probabilmente per rilevare Servilio Cepione; gli fu prorogato l'imperium fino a quando fu inviato come legato in Macedonia, e sostituito in Gallia da Elio (vedi sotto) |
| 167 a.C.     | Quinto Elio Peto                                                 | console                    | tenne il comando in Gallia |
| 167 a.C.     | Marco Giunio Penno                                               | console                    | tenne il comando in Liguria |
| 166 a.C.     | Marco Claudio Marcello                                           | console                    | servì contro i Galli dei passi alpini e i Liguri Eleati, e celebrò il trionfo |
| 166 a.C.     | Gaio Sulpicio Gallo                                              | console                    | servì contro i Liguri e celebrò il trionfo |
| 162 a.C.     | Gaio Marcio Figulo                                               | console                    | assegnato alla Gallia come provincia |
| 159–158 a.C. | Marco Fulvio Nobiliore                                           | console                    | ottenne il comando in Liguria, e come proconsole celebrò il trionfo sui Liguri di Velia |
| 155 a.C.     | Marco Claudio Marcello                                           | console                    | (vedi sopra al 166 a.C.); mise fine a una rivolta tra i Liguri Apuani e celebrò il trionfo. |
| 154 a.C.     | Quinto Opimio                                                    | console                    | venne in aiuto dell'alleata dei Romani, Massilia (Marsiglia) contro i Galli della Transalpina, i Liguri Oxybii e i Deciatae; ottenne una veloce vittoria |
| 146 a.C.     | Oppio (?)                                                        | praetor                    | ottenne una vittoria sui Galli. |

## Conseguenze: i territori sono trasformati in provincia romana
Non è dato sapere il momento in cui venne dedotta la provincia romana della Gallia Cisalpina. La storiografia moderna oscilla fra la fine del II secolo a.C. e l'età sillana. Vero è che all'89 a.C. risale la legge di Pompeo Strabone ("Lex Pompeia de Gallia Citeriore") che conferì alla città di Mediolanum, e ad altre, la dignità di colonia latina. Nel dicembre del 49 a.C. Cesare con la Lex Roscia concesse la cittadinanza romana agli abitanti della provincia e nel 42 a.C. venne abolita la provincia, facendo della Gallia Cisalpina parte integrante dell'Italia romana.